# It's Chubby Time
It's Chubby Time è il disco d'esordio del bluesman Popa Chubby.

## Tracce
- Money Listen
- Stoop Down Baby
- Sweet Goddess Of Love And Beer
- Feel My Eyes On You
- Let The Jam Begin
- It's Chubby Time
- Lipservice
- Handyman
- I Love Your Shoes
- I Can't Stand It Baby